# چیکس

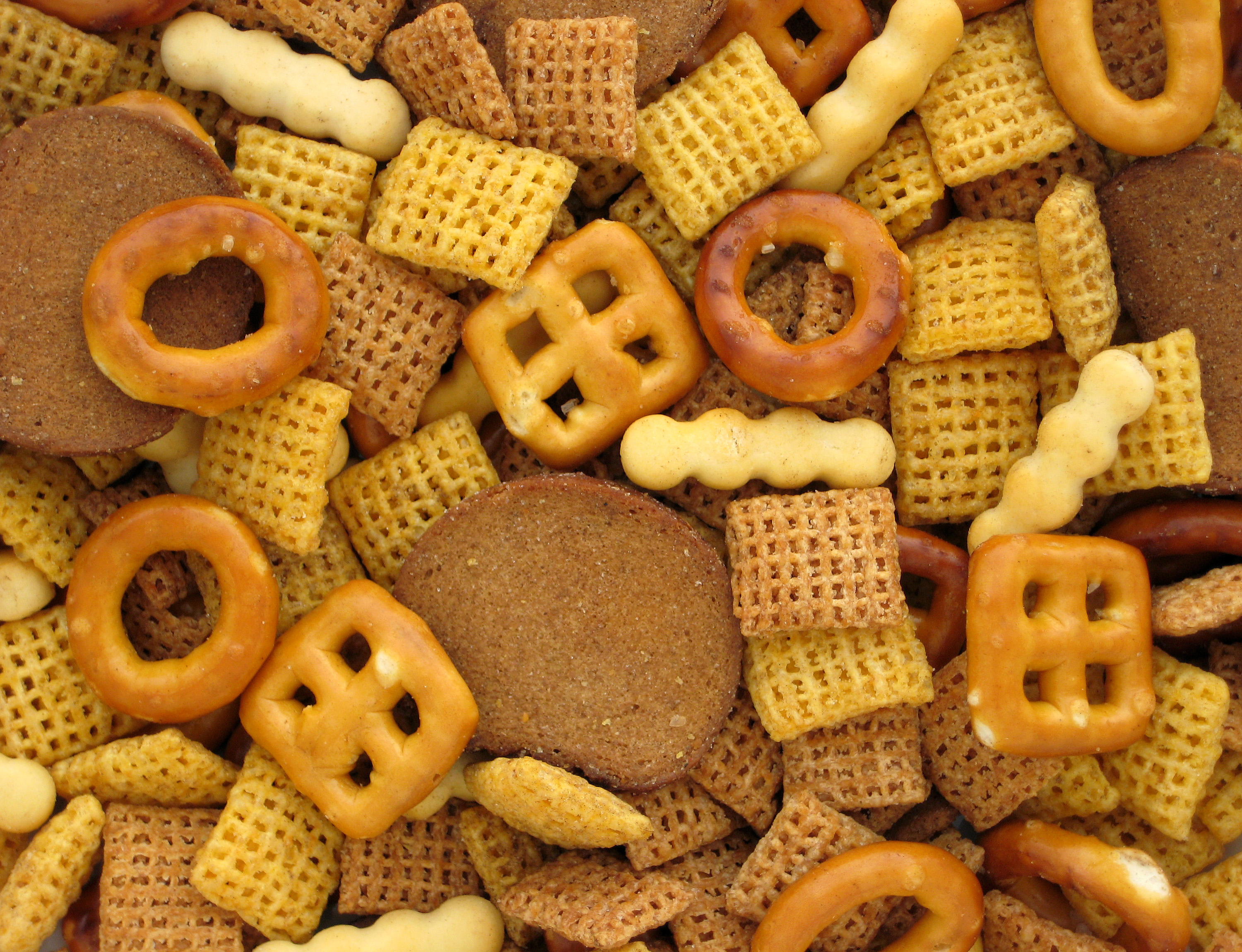
چکس مخلوط

چیکس (انگلیسی: Chex) شرکت صنایع غذایی آمریکایی است، که در سال ۱۹۳۷ تأسیس شد. چکس برند غلات فرآوری شده است که در حال حاضر توسط صنایع غذایی جنرال میلز (General Mills) تولید میشود. این محصول در ابتدا توسط رالستون پورینا (Ralston Purina) از ایالت سنت لوییز (St. Louis, Missouri) تولید میشده. نام چکس اولین بار در سال ۱۹۵۰ بر روی این محصول به کار برده شد.